# Vale do Ruhr
O Vale do Ruhr (em alemão, Ruhrgebiet, coloquialmente, Ruhrpott) é a região metropolitana mais populosa da Alemanha e também a maior região industrial da Europa. Está situada no centro do estado da Renânia do Norte-Vestfália, ao longo do leito do rio Ruhr.
Trata-se de uma conurbação de onze cidades e vários municípios dos distritos administrativos (Kreise) em seus arredores, cujos crescimentos ocasionaram a ligação direta entre um e outro, quase sem espaços rurais entre eles. Os limites urbanos da região são difíceis de serem delimitados, principalmente ao sul, uma vez que a área de municípios mais povoados seguem continuamente e se misturam com os da região metropolitana de Düsseldorf. Esta conurbação forma parte da megalópole conhecida como região do Reno-Ruhr.
A região do Ruhr não representa uma entidade natural e também não é uma entidade politicoadministrativa oficial, e sim uma entidade demograficoeconômica, sendo administrada pela Regionalverband Ruhr (Associação Regional do Ruhr). Essa área inclui as onze cidades e a superfície total dos quatro Kreise, incluindo zonas rurais e de cultivo, e por isso o tamanho de sua população e superfície são maiores que os da aglomeração metropolitana. 
Em 2010, foi, juntamente com as cidades de Pécs (Hungria) e Istambul (Turquia), Capital Europeia da Cultura.

## História
- Século XIX - a Revolução Industrial transforma as várias localidades da região, que até então eram apenas pequenos povoados.
- Década de 1920 - no contexto das reparações impostas à Alemanha no Tratado de Versalhes, o Vale do Ruhr foi ocupado por tropas belgas e francesas entre 1923 e 1925. Esta situação causou a guerra do Ruhr (Ruhrkampf), que foi sustentada pela República de Weimar.
- 1945 - ao fim da Segunda Guerra Mundial, a região é ocupada pelos britânicos e estadounidenses.
- 1949 - os aliados estabelecem uma comissão internacional que vigia a produção regional de carvão e aço.
- 1950 - Robert Schuman pronuncia a declaração, na qual propõe integrar as indústrias do carvão e do aço da Europa Ocidental.
- 1951 - a comissão internacional é desfeita devido ao início das atividades da Comunidade Europeia do Carvão e Aço, considerada como a origem da atual União Europeia.
- Década de 1960 - a demanda por carvão reduz consideravelmente em nível mundial. A região inicia a reestruturação de suas indústrias.
- 1979 - as cidades e municípios do Vale do Ruhr são reagrupadas na Associação Comunal do Vale do Ruhr, uma coletividade com estatuto particular ocupada de questões administrativas e econômicas.
- 2004 - a associação recebe o nome de Associação Regional do Ruhr (Regionalverband Ruhr)

## Aglomeração urbana

### Composição
No total, a região do Ruhr, como aglomeração urbana, estende-se por uma superfície de 3.484 km² e conta com uma população de pouco mais de 5 milhões de habitantes. Engloba 11 cidades e 31 municípios de quatro distritos administrativos da região de Renânia do Norte-Vestfália.
Na tabela seguinte estão mencionados os municípios e cidades por região administrativa (Regierungsbezirk) que formam a Região do Ruhr.
| Distrito (Kreis)           | Cidade              | Área (km²) | População(1) |
| -------------------------- | ------------------- | ---------- | ------------ |
| Región de Arnsberg         |                     |            |              |
| —                          | Herne               | 51,41      | 169.991      |
| —                          | Bochum              | 145,40     | 383.743      |
| —                          | Dortmund            | 280,40     | 587.624      |
| —                          | Hagen               | 160,36     | 195.671      |
| —                          | Hamm                | 226,26     | 183.672      |
| Distrito de Unna           | Schwerte            | 56,20      | 49.326       |
| Distrito de Unna           | Holzwickede         | 22,36      | 17.446       |
| Distrito de Unna           | Unna                | 88,52      | 67.680       |
| Distrito de Unna           | Bönen               | 38,02      | 19.142       |
| Distrito de Unna           | Kamen               | 40,93      | 45.816       |
| Distrito de Unna           | Bergkamen           | 44,80      | 52.054       |
| Distrito de Unna           | Werne               | 76,08      | 30.477       |
| Distrito de Unna           | Lünen               | 59,18      | 89.803       |
| Distrito de Ennepe-Ruhr    | Witten              | 72,40      | 100.248      |
| Distrito de Ennepe-Ruhr    | Hattingen           | 71,40      | 56.700       |
| Distrito de Ennepe-Ruhr    | Herdecke            | 22,40      | 25.421       |
| Distrito de Ennepe-Ruhr    | Wetter (Ruhr)       | 31,47      | 28.923       |
| Distrito de Ennepe-Ruhr    | Gevelsberg          | 26,27      | 32.628       |
| Distrito de Ennepe-Ruhr    | Ennepetal           | 57,42      | 32.034       |
| Distrito de Ennepe-Ruhr    | Schwelm             | 20,50      | 29.780       |
| Distrito de Ennepe-Ruhr    | Breckerfeld         | 59,00      | 9.369        |
| Distrito de Ennepe-Ruhr    | Sprockhövel         | 47,78      | 26.421       |
| Região de Münster          |                     |            |              |
| —                          | Bottrop             | 100,70     | 118.975      |
| —                          | Gelsenkirchen       | 104,84     | 266.722      |
| Distrito de Recklinghausen | Gladbeck            | 35,91      | 76.373       |
| Distrito de Recklinghausen | Herten              | 37,31      | 64.344       |
| Distrito de Recklinghausen | Marl                | 87,69      | 90.113       |
| Distrito de Recklinghausen | Dorsten             | 171,00     | 79.136       |
| Distrito de Recklinghausen | Recklinghausen      | 66,40      | 121.521      |
| Distrito de Recklinghausen | Oer-Erkenschwick    | 38,80      | 30.462       |
| Distrito de Recklinghausen | Castrop-Rauxel      | 51,66      | 77.263       |
| Distrito de Recklinghausen | Datteln             | 66,08      | 36.297       |
| Distrito de Recklinghausen | Waltrop             | 46,98      | 29.948       |
| Região de Düsseldorf       |                     |            |              |
| —                          | Essen               | 210,32     | 583.198      |
| —                          | Oberhausen          | 77,04      | 218.181      |
| —                          | Mülheim an der Ruhr | 91,26      | 169.414      |
| —                          | Duisburgo           | 232,82     | 499.111      |
| Distrito de Wesel          | Moers               | 67,68      | 107.180      |
| Distrito de Wesel          | Neukirchen-Vluyn    | 43,48      | 28.491       |
| Distrito de Wesel          | Kamp-Lintfort       | 63,16      | 37.255       |
| Distrito de Wesel          | Rheinberg           | 75,15      | 32.145       |
| Distrito de Wesel          | Dinslaken           | 47,67      | 70.233       |
| Distrito de Wesel          | Voerde              | 53,49      | 38.358       |
| Distrito de Wesel          | Wesel               | 122,62     | 61.432       |
| TOTAL                      | TOTAL               | 3.483,84   | 5.036.537    |

- (1) — Dados de 31 de dezembro de 2006, do informe estatístico de população
do Landesamt für Datenverarbeitung und Statisktik Nordrhein-Westfalen

### Comparação
Nesta tabela estão as dez principais regiões metropolitanas da Alemanha. A região do Ruhr ocupa o primeiro lugar.
| Nº | Região metropolitana | Área (km²) | População (milhões) |
| -- | -------------------- | ---------- | ------------------- |
| 1  | Vale do Ruhr         | 3.484      | 5,036               |
| 2  | Berlim               | 2.284      | 4,070               |
| 3  | Hamburgo             | 2.087      | 2,550               |
| 4  | Munique              | 1.319      | 1,944               |
| 5  | Colônia              | 1.414      | 1,809               |
| 6  | Frankfurt            | 1.415      | 1,756               |
| 7  | Stuttgart            | 1.344      | 1,745               |
| 8  | Düsseldorf           | 780        | 1,316               |
| 9  | Nurembergue          | 1.006      | 1,044               |
| 10 | Hanôver              | 1.519      | 1,002               |